# Hong Kong Open (golf)
Het Hong Kong Open is een golftoernooi van de Aziatische PGA Tour. Het bestaat al sinds 1959 en maakt sinds 2002 ook deel uit van de Europese PGA Tour. Het wordt altijd aan het einde van het voorgaande kalenderjaar gespeeld. Het toernooi vindt sinds november 2001 altijd plaats op de Hong Kong Golf Club.

## Geschiedenis
In 1987 was Ian Woosnam de eerste Europese winnaar van het toernooi.
In 2003 speelde de jongste speler die ooit aan een toernooi van de Europese Tour deelnam: de 13-jarige Shih-kai Lo uit Taiwan. Daarmee verviel het record van Sergio Garcia, die als 15-jarige de jongste deelnemer was in een Turespaña toernooi in Valencia. Lo maakte twee rondes van 73 en kwalificeerde zich niet voor het weekend.
De editie van 2009 werd gespeeld in november 2008. Het toernooi werd gewonnen door Wen-tang Lin na een play-off tegen Rory McIlroy en Francesco Molinari. De 14-jarige Jason Hak haalde de cut.
In november 2009 werd het toernooi nogmaals gespeeld, maar hoorde ook bij seizoen 2009. Winnaar was de Fransman Grégory Bourdy, die zo zijn kaart voor 2010 verdiende.

## Winnaars vanaf 2001
Vanaf seizoen 2001-2002 telt het toernooi ook mee voor de Order of Merit van de Europese Tour. Het toernooi werd in 2001 gespeeld maar telde voor de agenda van 2002.
| Jaar                 | Seizoen              | Seizoen              | Winnaar               | Score                |
| Jaar                 | Aziatische           | Europese             | Winnaar               | Score                |
| Omega Hong Kong Open | Omega Hong Kong Open | Omega Hong Kong Open | Omega Hong Kong Open  | Omega Hong Kong Open |
| -------------------- | -------------------- | -------------------- | --------------------- | -------------------- |
| 2001                 | 2001                 | 2002                 | José María Olazabal   | 262 (-22)            |
| 2002                 | 2002                 | 2003                 | Fredrik Jacobson      | 260 (-16)            |
| 2003                 | 2003                 | 2004                 | Pádraig Harrington    | 269 (-11)            |
| 2004                 | 2004                 | 2005                 | Miguel Angel Jiménez  | 266 (-14)            |
| UBS Hong Kong Open   |                      |                      |                       |                      |
| 2005                 | 2005                 | 2006                 | Colin Montgomerie     | 271 (-9)             |
| 2006                 | 2006                 | 2007                 | José Manuel Lara      | 265 (-15)            |
| 2007                 | 2007                 | 2008                 | Miguel Angel Jiménez  | 265 (-15)            |
| 2008                 | 2008                 | 20091                | Wen-tang Lin          | 265 (-15)po          |
| 2009                 | 2009                 | 20091                | Grégory Bourdy        | 261 (-19)            |
| 2010                 | 2010                 | 2010                 | Ian Poulter           | 258 (-22)            |
| 2011                 | 2011                 | 2011                 | Rory McIlroy          | 268 (-12)            |
| 2012                 | 2012                 | 2012                 | Miguel Ángel Jiménez  | 265 (-15)            |
| Hong Kong Open       |                      |                      |                       |                      |
| 2013                 | 2013                 | 2014                 | Miguel Ángel Jiménez2 | 268 (-12)po          |
| 2014                 | 2014                 | 2014                 | Scott Hend po         | 267 (-13)            |
| 2015                 | 2015                 | 2015                 | Justin Rose           | 263 (-17)            |
| 2016                 | 2016                 | 2016                 | Sam Brazel            | 267 (-13)            |
| 2017                 | 2017                 | 2017                 | Wade Ormsby           | 269 (-11)            |
| 2018                 | 2018                 | 2018                 | Aaron Rai             | 263 (-17)            |
| 2020                 | 2019                 | -                    | Wade Ormsby           | 263 (-17)            |

NB.: hoewel er steeds op dezelfde baan wordt gespeeld, is niet steeds de par van de baan hetzelfde.
1 In de Europese PGA Tour 2009 werden er twee Hong Kong Open-toernooien georganiseerd.

2 In 2013 won de Spanjaard Miguel Ángel Jiménez voor de vierde keer het toernooi en werd hiermee de oudste winnaar van het toernooi. Hij was op dat moment 49 jaar en 337 dagen oud.

## Winnaars 1959-2000
| Jaar | Winnaar        | Jaar | Winnaar         | Jaar | Winnaar          |
| ---- | -------------- | ---- | --------------- | ---- | ---------------- |
|      |                | 1971 | Orville Moody   | 1986 | Seiichi Kanai    |
|      |                | 1972 | Walter Godfrey  | 1987 | Ian Woosnam      |
|      |                | 1973 | Frank Phillips  | 1988 | Chin-sheng Hsieh |
| 1959 | Lu Liang-Huan  | 1974 | Liang-Huan Lu   | 1989 | Brian Claar      |
| 1960 | Peter Thomson  | 1975 | Yung-Yo Hsieh   | 1990 | Ken Green        |
| 1961 | Kel Nagle      | 1976 | Ming-chung Ho   | 1991 | Bernhard Langer  |
| 1962 | Len Woodward   | 1977 | Yung-Yo Hsieh   | 1992 | Tom Watson       |
| 1963 | Yung-Yo Hsieh  | 1978 | Min-Nan Hsieh   | 1993 | Brian Watts      |
| 1964 | Yung-Yo Hsieh  | 1979 | Greg Norman     | 1994 | David Frost      |
| 1965 | Peter Thomson  | 1980 | Chie-Hsiung Kuo | 1995 | Gary Webb        |
| 1966 | Frank Phillips | 1981 | Tze-Ming Chen   | 1996 | Rodrigo Cuello   |
| 1967 | Peter Thomson  | 1982 | Kurt Cox        | 1997 | Frank Nobilo     |
| 1968 | Randall Vines  | 1983 | Greg Norman     | 1998 | Wook-soon Kang   |
| 1969 | Teruo Sugihara | 1984 | Bill Brask      | 1999 | Patrik Sjöland   |
| 1970 | Isao Katsumata | 1985 | Mark Aebli      | 2000 | Simon Dyson      |